# Urgedra dissolvens
Urgedra dissolvens är en fjärilsart som beskrevs av Paul Dognin 1910. Urgedra dissolvens ingår i släktet Urgedra och familjen tandspinnare. Inga underarter finns listade i Catalogue of Life.